# عبد الحميد صابيري
عبد الحميد صابيري (مواليد 28 نوفمبر 1996) هو لاعب كرة قدم مغربي يلعب في مركز الوسط مع نادي التعاون السعودي والمنتخب المغربي.

## النشأة
ولد عبد الحميد صابيري يوم 28 نوفمبر 1996 في مدينة كلميمة الأمازيغية بإقليم الرشيدية. إنتقل إلى فرانكفورت الألمانية مع عائلته عندما كان يبلغ الثالثة من عمره، و يحمل الجنسيتين الألمانية والمغربية.

## روابط خارجية
- عبد الحميد صابيري على موقع قاعدة بيانات كرة القدم.إي يو (الإنجليزية)
- عبد الحميد صابيري على موقع ليكيب (الفرنسية)
- عبد الحميد صابيري على موقع ناشيونال فوتبول تيمز (الإنجليزية)
- عبد الحميد صابيري على موقع Soccerbase.com (لاعب) (الإنجليزية)
- عبد الحميد صابيري على موقع Soccerway.com (الإنجليزية)
- عبد الحميد صابيري على موقع عالم كرة القدم.نت (الإنجليزية)